# 村井长家
村井长家（1604年—1676年1月2日），是日本江户时代前期加贺藩家臣，加贺藩重臣加贺八家村井家第三代当主。

## 生涯
村井长家出身于野村织田氏，为美浓野村藩主织田长孝的四子。后成为前田家家臣村井长次的养子，并在庆长十八年（1612年）长次去世之后继承了村井家家督之位以及本家1万7240石知行。
在庆长十九年（1614年）的大坂冬之陣、元和元年（1615年）的大坂夏之陣中，长家奉命担任山崎長德的阵代。在宽永二年（1625年），由于家中知行书记载的疏忽而被没收了976石知行。宽永六年（1629年），长家修復了能登瀬户比古神社的社殿。
长家于宽永十四年（1637年）隠居，将家督之位让予嫡子長朝。后死于延宝三年（1675年），享年七十二岁。村井家在长朝担任家督后继承了春香院的300石化妆费，知行上涨到约1万6500石。孙子亲长为家督时又成为了加贺八家之一。
长家的哥哥长政也仕于加贺藩，领知行三千石。

## 脚注
1. 1 2 3 4 5 6 7 8 9 10  . dl.ndl.go.jp.   [2020-03-02]. （原始内容存档于2020-02-20） （日语）.